# Vodka (sång)

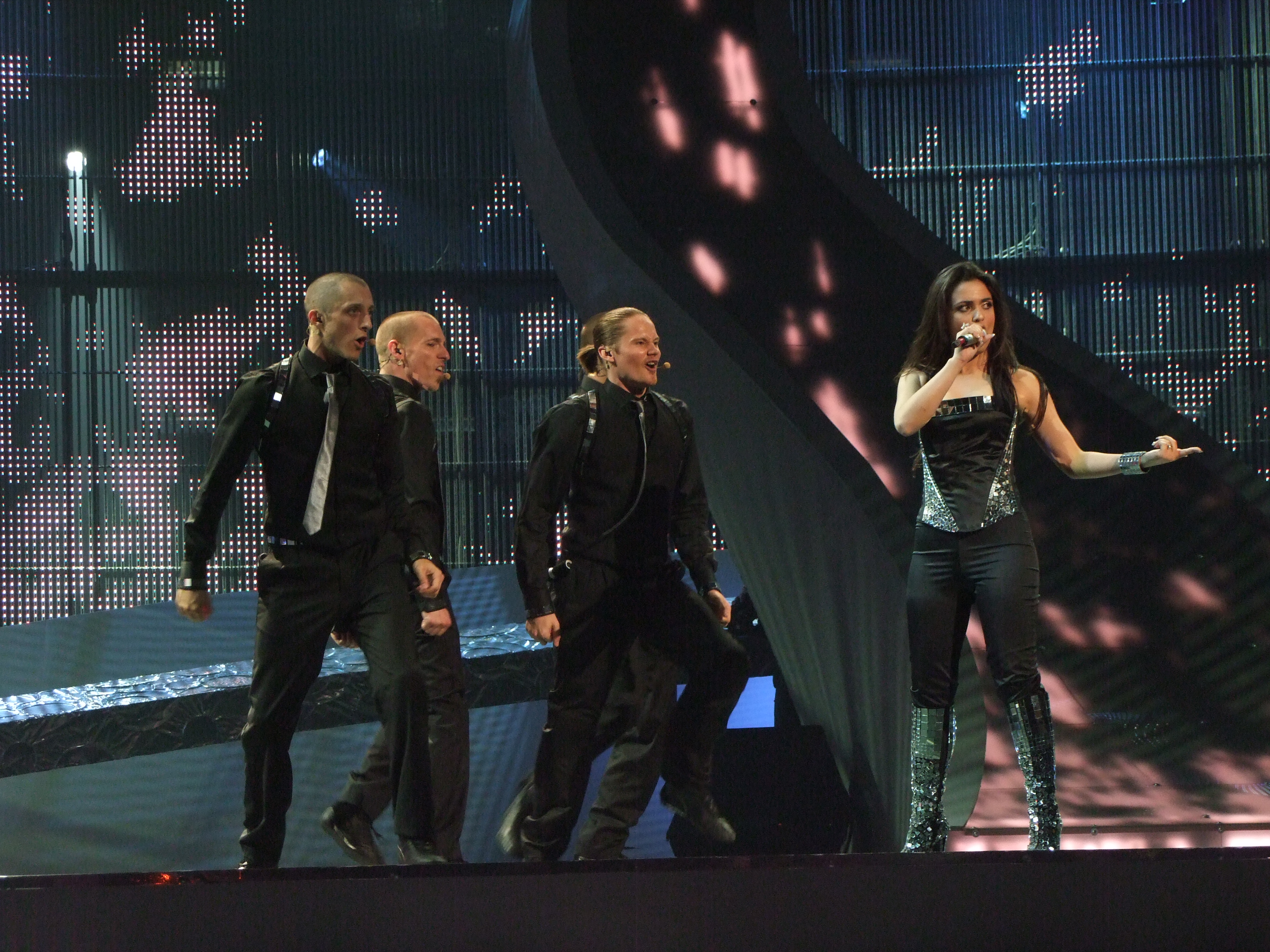

Vodka är en låt framförd av Morena. Den är skriven av Philip Vella och Gerard James Borg.
Låten var Maltas bidrag i Eurovision Song Contest 2008 i Belgrad i Serbien. I semifinalen den 22 maj, då slutade den på fjortonde plats med 38 poäng, vilket inte var tillräckligt för att gå vidare till finalen.